# Lankaphthona
Lankaphthona es un género de insecto coleóptero de la familia Chrysomelidae.

## Especies
- Lankaphthona antennata Medvedev, 2001
- Lankaphthona bicolor Medvedev, 2001
- Lankaphthona micheli Medvedev, 2001